# ウォータールー (アイオワ州)
ウォータールー（英: Waterloo）は、アメリカ合衆国アイオワ州の都市。ブラックホーク郡の郡庁所在地である。人口は6万7314人（2020年）。ウォータールー・シーダーフォールズ都市圏の主要都市である。

## 歴史
ウォータールーとなった地域は「プレーリー・ラピッズ・クロッシング」と呼ばれていた。現在の市内にあるグラウト博物館スタッフが報告した初期研究に拠れば、シーダー川沿いにあったメスクワキ族インディアンの季節による宿営地2か所近くに町が設立された。1845年、ジョージ・ハンナとメアリー・メルローズの夫妻と子供達がレッドシーダー川（現在のシーダー川）東岸に入ったのが始まりだった。1846年にはバーデンとミューランの家族が続いた。これら初期開拓者の名前が現在の市内の通りやクリークの名称として残っている。
1845年12月8日、「アイオワ・ステート・レジスター・アンド・ウォータールー・ヘラルド」が市内初の新聞として発刊された。
チャールズ・ミューランが町に郵便局の設立を請願した直後に当初の町名「プレーリー・ラピッズ・クロッシング」から「ウォータールー」に改名された。署名請願書に郵便局の場所名が入っていなかったので、ミューランは請願書提出の際に名称の選択を任された。伝承に拠れば、国内の郵便局名リストを見ていたときに、「ウォータールー」という名前に思い至ったとされている。ミューランはこの名前に飛びつき、1851年12月29日、その名前を冠する郵便局が設立された。町も同名で呼ばれるようになり、ミューランは1851年12月29日から1854年8月11日まで初代郵便局長を務めた。
その後の115年間で2回、町の急速な成長期があった。1895年から1915年、人口は8,490人から33,097人と290%伸びた。1925年から1960年は36,771人から71,755人に伸びた。1895年から1915年の期間は製造業、鉄道交通および卸売業が急速に成長した時代だった。この期間にウォータールー・ガソリン・トラクション・エンジン社がウォータールーに移転してきており、またその直後にはラス・パッキング社がダビュークから移転してきた。20世紀前半の3分の2は、イリノイ・セントラル鉄道が大規模雇用主だった。また自動車の黄銅時代のメーカー、メイタグ・メイソン自動車会社もあったが、あまり成功しなかった。
1934年6月7日、デリンジャーギャングのメンバーであるトミー・キャロルは恋人と共に買い物に来ていたが、ガソリンスタンドの店員が不審に思い通報した。その後たまたま警察署の向かいに駐車しているところを刑事に見つかり、走って路地に逃げ込んだが刑事に4発撃たれた。彼はウォータールーのアレン記念病院に担ぎ込まれたが、間もなく息を引き取った。
1980年代の農業不況のときは、主要な雇用主が農業に強く依存していたので、特に厳しい時代となった。地域最大の雇用主であるジョン・ディアは1万人の首を切り、ラス食肉加工工場が閉鎖されてさらに2,500人分の職が失われた。この期間に市の人口は14%減少した。今日のウォータールー市は幅広い産業基盤があり、市の指導層は工業と商業の混じった多様化形態を追求している。ディアは現在も存在感があるが、最盛期の約3分の1しか雇用していない。

### 2008年洪水

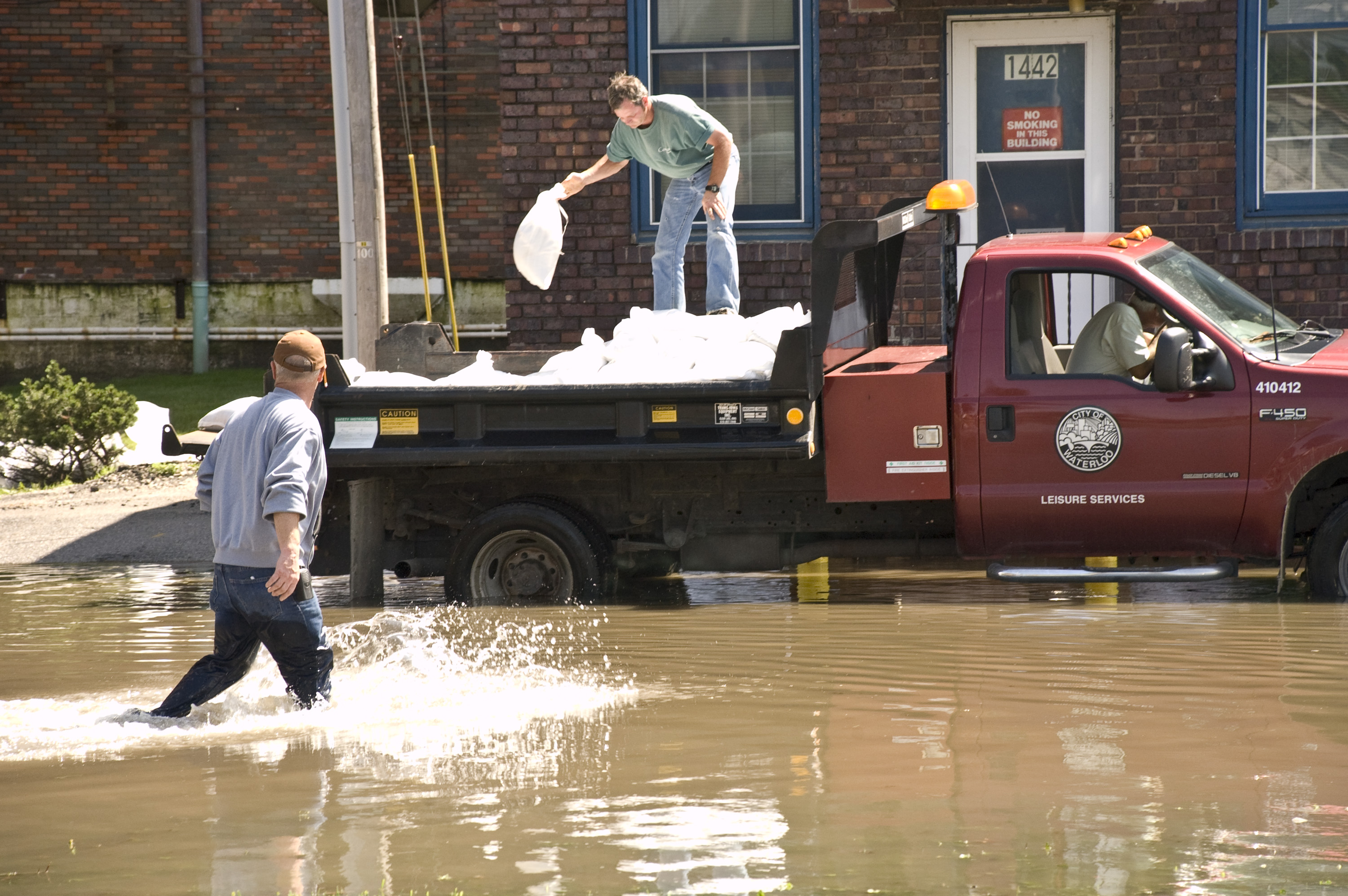
2008年6月12日の洪水

2008年6月、ウォータールーとシーダーフォールズの地域では、これまで無かったような洪水に見舞われた。1993年にも大きな洪水があった。そのときは1970年代から1990年代に建設された洪水調節システムが設計通りに機能した。
2008年6月の洪水は、調節システムの適用地域から外れた区間でシーダー川が溢れて、市内の駐車場や市を取り巻く肥沃な農地に広がった。市内の被害は大きかったが、下流にあるシーダーラピッズ市の方が大きな被害を受けた。
ダウンタウン西部とラス・パッキング社工場跡地では、川から溢れてきた水で直接影響されただけでなく、川に排水されるべき水が堤防の内側で止まった事によっても浸水が大きくなった。これらの地域では水を川に戻すためのポンプ設備が備わっていなかった。設備のあったバーデン・クリークと7番通り東などは水没しなかった。地下水面が上がったために、地下室に水が浸透した地域もあった。
過去の高水位記録
全米気象協会に拠れば、ウォータールー中心街7番通り東側のシーダー川で記録された高水位は以下の通りである。

| (1) 27.01 フィート (8.23 m) 2008年6月11日 (2) 21.86 フィート (6.66 m) 1961年3月29日 (3) 21.67 フィート (6.61 m) 1965年4月8日 (4) 20.78 フィート (6.33 m) 1999年7月23日 (5) 20.60 フィート (6.28 m) 1993年6月2日 |  |  |  |  | (6) 20.54 フィート (6.26 m) 1993年4月2日 (7) 20.15 フィート (6.14 m) 1969年6月29日 (8) 20.00 フィート (6.10 m) 1929年3月16日 (9) 19.50 フィート (5.94 m) 1933年4月2日 (10) 19.26 フィート (5.87 m) 1962年3月31日 |

1960年代とそれ以前の記録は、洪水制御体系が完成以前のものであり、単純に比較はできない。

## 地理
アメリカ合衆国国勢調査局に拠れば、市域全面積は63.23平方マイル (163.76 km2)、このうち陸地は61.39平方マイル (159.00 km2)、水域は1.84平方マイル (4.77 km2)で水域率は2.91％である。
ウォータールー市内の平均標高は846フィート (258 m) である。人口密度は1,101人/平方マイル (425人/km2) である。

### 気候
| 月別平均および過去最高の最高気温と最低気温および降水量 |              |      |      |      |      |      |      |      |      |      |      |      |
| 月                                                     | 1月          | 2月  | 3月  | 4月  | 5月  | 6月  | 7月  | 8月  | 9月  | 10月 | 11月 | 12月 |
| 過去最高気温 °F                                        | 65           | 66   | 87   | 100  | 94   | 103  | 105  | 105  | 98   | 95   | 80   | 67   |
| 平均最高気温 °F                                        | 25.8         | 31.9 | 45   | 59.7 | 72.2 | 81.7 | 85   | 82.8 | 75.3 | 62.5 | 45   | 30.7 |
| 平均最低気温 °F                                        | 6.3          | 13.2 | 24.9 | 35.8 | 48.1 | 58.1 | 62.2 | 59.5 | 49.8 | 37.8 | 25.1 | 12.5 |
| 過去最低気温 °F                                        | −41 (−81 wc) | −47  | −34  | −4   | 22   | 38   | 42   | 38   | 22   | 11   | −17  | −29  |
| 降水量 (in)                                            | 0.84         | 1.05 | 2.13 | 3.23 | 4.15 | 4.82 | 4.2  | 4.08 | 2.95 | 2.49 | 2.1  | 1.11 |
| Source: USTravelWeather.com                            |              |      |      |      |      |      |      |      |      |      |      |      |

## 人口動態

### 2010年国勢調査
以下は2010年の国勢調査による人口統計データである。
基礎データ
- 人口: 68,406 人
- 世帯数: 28,607 世帯
- 家族数: 17,233 家族
- 人口密度: 430.2人/km2（1,114.3人/mi2）
- 住居数: 30,723 軒
- 住居密度: 193.2軒/km2（500.5軒/mi2）

人種別人口構成
- 白人: 77.3%
- アフリカン・アメリカン: 15.5%
- ネイティブ・アメリカン: 0.3%
- アジア人: 1.1%
- 太平洋諸島系: 0.3%
- その他の人種: 2.6%
- 混血: 3.0%
- ヒスパニック・ラテン系: 5.6%

年齢別人口構成
- 18歳未満: 23.7%
- 18-24歳: 10.4%
- 25-44歳: 26.4%
- 45-64歳: 25.5%
- 65歳以上: 14%
- 年齢の中央値: 36歳
- 性比（女性100人あたり男性の人口）
  - 総人口: 93.8

世帯と家族（対世帯数）
- 18歳未満の子供がいる: 29.9%
- 結婚・同居している夫婦: 40.3%
- 未婚・離婚・死別女性が世帯主: 14.9%
- 非家族世帯: 39.8%
- 単身世帯: 31.6%
- 65歳以上の老人1人暮らし: 11.2%
- 平均構成人数
  - 世帯: 2.35人
  - 家族: 2.95人

### 2000年国勢調査
以下は2000年の国勢調査による人口統計データである。
基礎データ
- 人口: 68,747 人
- 世帯数: 28,169 世帯
- 家族数: 17,746 家族
- 人口密度: 437.0人/km2（1,131.9人/mi2）
- 住居数: 29,499 軒
- 住居密度: 187.5軒/km2（485.7軒/mi2）

人種別人口構成
- 白人: 79.2%
- アフリカン・アメリカン: 14.5%
- アジア人: 1.1%
- その他の人種: 1.9%
- 混血: 2.0%
- ヒスパニック・ラテン系: 3.2%

年齢別人口構成
- 18歳未満: 24.7%
- 18-24歳: 10.6%
- 25-44歳: 27.5%
- 45-64歳: 22.0%
- 65歳以上: 15.3%
- 年齢の中央値: 36歳
- 性比（女性100人あたり男性の人口）
  - 総人口: 92.2
  - 18歳以上: 88.0

世帯と家族（対世帯数）
- 18歳未満の子供がいる: 29.0%
- 結婚・同居している夫婦: 46.0%
- 未婚・離婚・死別女性が世帯主: 13.3%
- 非家族世帯: 37.0%
- 単身世帯: 30.0%
- 65歳以上の老人1人暮らし: 12.1%
- 平均構成人数
  - 世帯: 2.39人
  - 家族: 2.97人

収入と家計
- 収入の中央値
  - 世帯: 34,092米ドル
  - 家族: 42,731米ドル
  - 性別
    - 男性: 31,491米ドル
    - 女性: 22,569米ドル

- 人口1人あたり収入: 18,558米ドル
- 貧困線以下
  - 対人口: 13.7%
  - 対家族数: 10.0%
  - 18歳未満: 18.6%
  - 65歳以上: 10.5%

### 都市圏
ウォータールー・シーダーフォールズ都市圏はブラックホーク郡、ブレマー郡、グランディ郡の3郡で構成されている。2000年国勢調査による人口は163,706人、2008年推計で164,220人だった。
隣のシーダフォールズ市には北アイオワ大学がある。郊外にはエバンスデール、ハドソン、レイモンド、エルクランハイツ、ギルバートビル、ウォッシュバーンの町がある。
大シーダー・バレー同盟に拠れば、2006年10月時点のこの大都市圏の大型雇用主として、ジョン・ディア、コブナント医療センター、タイソン・フレッシュミーツ、北アイオワ大学、アレン病院、ウォータールー教育学区、オメガ・キャビネッツ・アンド・バーチ・キャビネッツがある。

## 芸術と文化

### ウォータールー芸術センター
ウォータールー芸術センターは、地域の美術と芸能の中心である。ウォータールー市が所有運営し、ウォータールー文化芸術委員会が監督している。ウォータールー文化芸術地区の中心でもある。
恒久的な収蔵品としては国内最大のハイチ美術品コレクション、アメリカ合衆国中西部の芸術（グラント・ウッドやトーマス・ハート・ベントンの作品を含む）、メキシコ大衆芸術、国際的大衆芸術、アメリカの装飾美術、および大衆芸術である。
2012年8月14日、バラク・オバマ大統領は再選を求めた選挙運動中に、ここで演説し、11月6日に再選された。当初は午後7時45分開始が予定されていたが、隣のシーダーフォールズでオバマがパブでビールを飲むために立ち寄ったために、約15分開始が遅れた。

#### フェルプス青年会館
ウォータールー芸術センターには2009年に開館したフェルプス青年会館がある。子供のための対話型博物館であり、子供と大人のために不思議、発見、学習の世界を提供している。また付設の画廊やスタジオもある。屋外の川に面した広場と円形劇場が2011年に完成した。

#### ホープ・マーティン劇場
ウォータールー芸術センターにはウォータールー・コミュニティ・プレイハウスも入っている。1916年から運営されているアイオワ州最古のコミュニティ劇団であり、1982年にはブラックホーク子供劇団が始まった。どちらも1965年にオープンしたホープ・マーティン劇場で公演している。劇団の管理事務所は通り向かいの歴史あるウォーカー・ビルにある。

### グラウト博物館地区

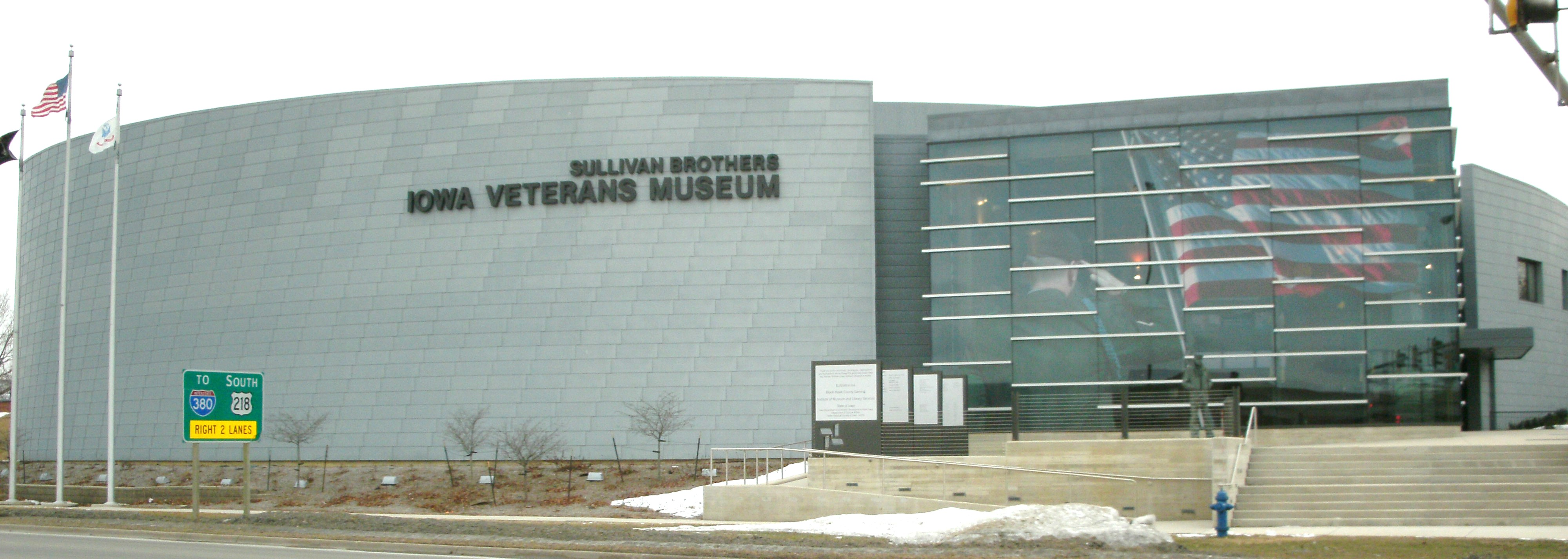
サリバン兄弟アイオワ退役兵博物館

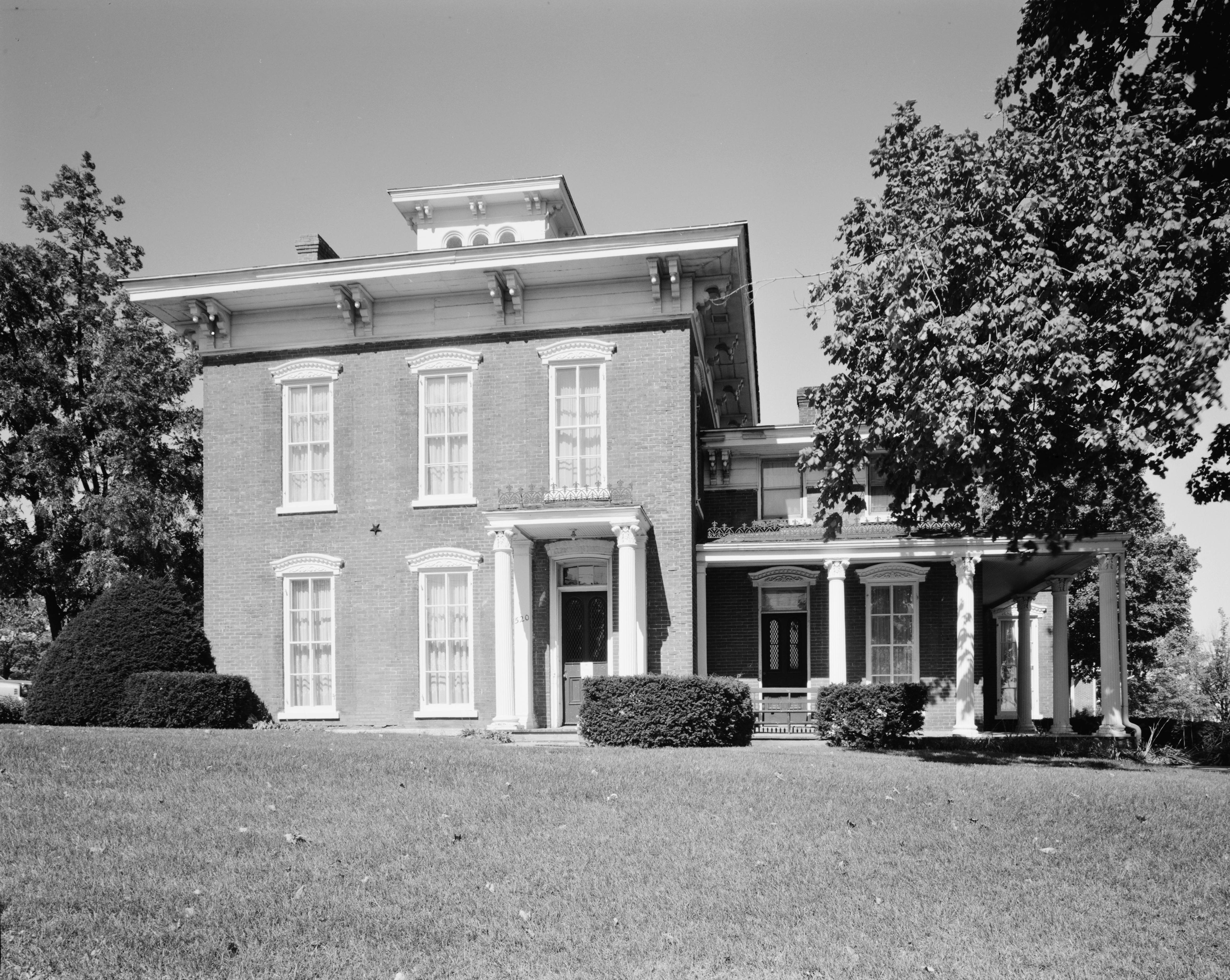
レンセリア・ラッセル邸

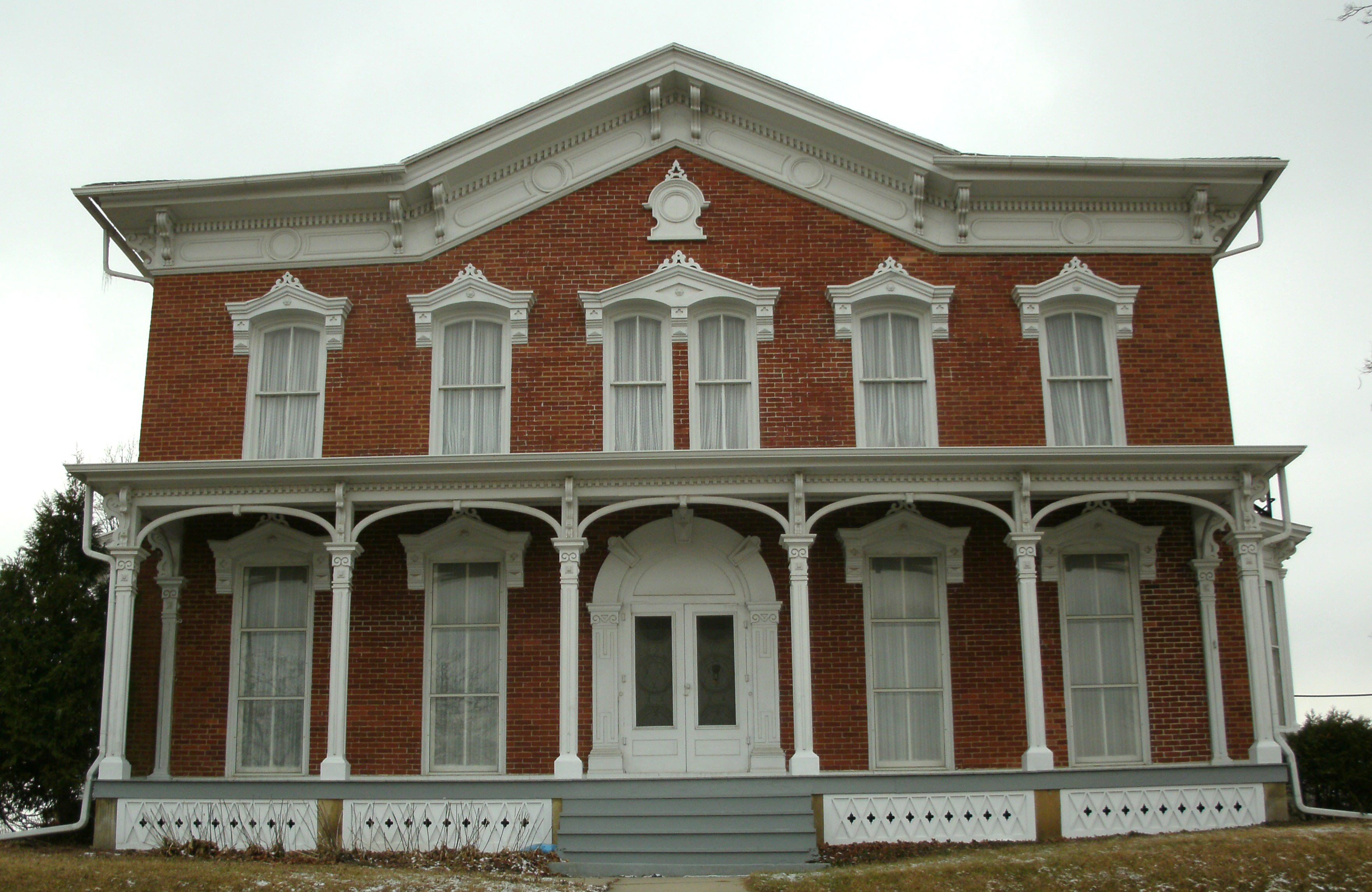
スノーデン邸

グラウト博物館地区はヘンリー・W・グラウトの遺志による寄贈で、1932年から出発した。この地区は非営利教育団体であり、周辺コミュニティの学生や全ての住民と関わっている。アメリカ博物館同盟にも認証されている。

#### グラウト歴史科学博物館
この博物館地区で初の博物館は、土地のYMCAだった建物で長年展示を行っていた。現在のビルは1956年に完成し、非営利博物館として公開された。

#### サリバン兄弟アイオワ退役兵博物館
2008年11月に1,100万米ドルを掛けて完成した。この資金は平均的な市民が草の根運動で集めたものだった。

#### レンセリア・ラッセル邸博物館
市内3番通り西520にあり、1858年に建設され、アメリカ合衆国国家歴史登録財に指定されている。レンセリア・ラッセルとキャロライン・ラッセルが1861年に5,878.83米ドルを掛けてイタリア様式で建設した。

#### ブルードーン科学イマジナリウム
カール・Aとペギー・Jのブルードーン科学イマジナリウムは1993年に開館し、様々な科学分野における対話型と従来型の展示を行っている。

#### スノーデン邸
スノーデン邸は1875年に建設された2階建てビクトリア様式建築であり、アメリカ合衆国国家歴史登録財に指定されている。以前はウォータールー夫人クラブが利用していた。前面芝生では2011年6月27日に大統領候補のミシェル・バックマンが演説を行った。

### 図書館
市内には1つの中央公共図書館がある。2012年6月30日に終わった会計年度で、延べ207,597人が利用し、424,435件の貸し出しを行った。収蔵量は163,247件である。常勤の司書8人が行っている参照サービスで年間70,721件の回答を出した。78台の公共コンピュータに繋がり、117,994件の照会があった。
この図書館は市長が指名し、市政委員会が確認する信託委員会が運営している。
ウォータールー公共図書館は、世界恐慌時代に建てられ郵便局と連邦政府の建物として機能していたビルを、1970年代に図書館用に改修して使っている。2011年に30周年を祝った。
ニューディール政策の資金で、エドガー・ブリトンが制作した壁画がこの図書館に展示されている。「イクスポジション」はナショナル・キャトル・コングレスを、「ホリディ」はピクニックをイメージしている。

## 市政府
ウォータールー市は市長・市政委員会方式の政府を採用している。市政委員は5つの小選挙区から各1人、市全体を選挙区としたものから2人、合計7人である。

## 教育
ホークアイ・コミュニティカレッジが市内にある。隣のシーダフォールズ市には北アイオワ大学がある。
市内にはウォータールー西高校、同東高校、イクスポ高校の公立高校3校がある。イクスポ高校はオールターナティブ高校である。私立高校ではコロンバス・カトリック高校があり、カトリックのウォータールー・シーダフォールズ教区が運営している。

## メディア
市内で聴取できるFMラジオ局は13局、AMラジオ局は5局ある。
視聴できるテレビは全国系列局や公共放送局など11局あり、シーダラピッズ市やアイオワシティ市を拠点にするものが多い。
新聞は、日刊紙の「ザ・クーリエ」が発行されている。

## インフラ

### 交通
ウォータールー市は州間高速道路380号線の北端にある。アメリカ国道20号線、同63号線、同218号線、アイオワ州道21号線も都市圏内を通っている。市内をアベニュー・オブ・ザ・セインツが通っている。
アメリカン航空がシカゴからウォータールー地方空港まで直行便を運航している。
METと略称される都市圏バス交通体系があり、シーダフォールズ市とウォータールー市の大半をカバーしている。大半の路線はウォータールー中心街の中央バス停留所に集まる。月曜日から土曜日まで運行され、始発は午前5時45分、最終便の到着時刻は午後6時40分である。土曜日は便数が減る。
シカゴ市とデモイン市には1日各1便の都市間バスが発着している。バーリントン・トレイルウェイズが運行している。ジェファーソン・ラインズが、メイソンシティとミネソタ州ミネアポリスおよびセントポールに繋ぐ新ルートを2009年9月から運行している。
ウォータールー市とシーダフォールズ市には5つのタクシー会社がある。

### 公共事業
ミッドアメリカン・エネルギー会社が電力とガスを提供している。ウォータールー・ウォーターワークスが1日5,040万ガロン (190,000 m3) までの上水を提供しており、平均すれば1日1,340万ガロン (50,000 m3)、ピーク時は2,880万ガロン (109,000 m3) が使用されている。ゴミ回収は市が運営し、1日最大3,650万ガロンまで (140,000 m3)、平均1,400万ガロン(53,000 m3) を回収している。

### 医療
ウォータールー市内にはコブナント医療センター（366床）とアレン記念病院（234床）という2つの総合病院がある。シーダフォールズ市にもサートリ記念病院（83床）がある。都市圏全体で医師295人、歯科医師69人、カイロプラクター52人、眼科医24人、介護施設21か所がある。

## 著名な出身者

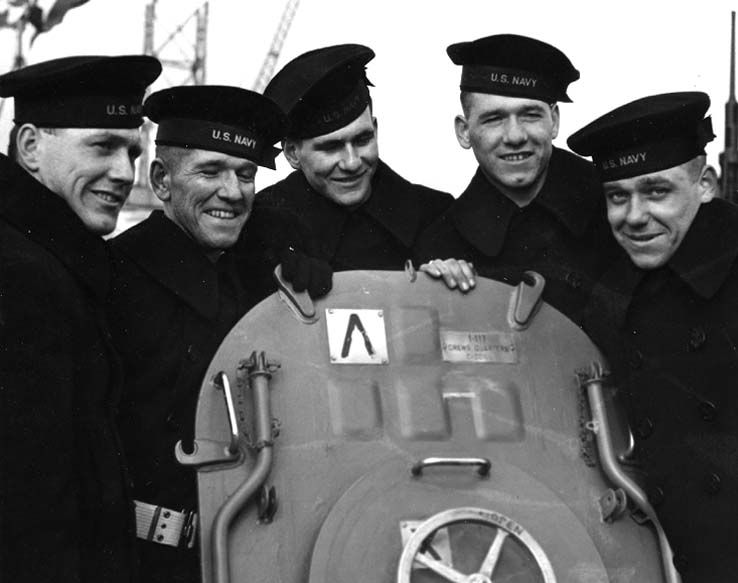
ファイブ・サリバン・ブラザーズ

- ミシェル・バックマン（1956年- ）、ミネソタ州アメリカ合衆国下院議員、ティーパーティー議員連盟の創設者[27]
- ドン・デンキンガー、メジャーリーグベースボール審判員、1985年のワールドシリーズ第6戦での誤審が有名
- トラヴィス・フルトン、総合格闘家
- ジョン・ゲイシー（1942年-1994年）、連続殺人犯[28]
- サンダーボルト・パターソン、プロレスラー
- レジー・ロビー（1961年-2005年）アメリカンフットボール選手、アイオワ大学とNFL5チームでパンターを務めた、3度プロボウルに出場[29]
- サリヴァン兄弟、第二次世界大戦で軽巡洋艦USSジュノーに乗り組み、全員が戦死した5人兄弟[30]
- コリィ・テイラー、バンドのスリップノットとストーン・サワーのボーカル

## 姉妹都市
- ドイツ、ギーセン[31]
- ブルガリア、タルゴビシュテ[32]